# Parathesis trichogyne
Parathesis trichogyne Hemsl. – gatunek roślin z rodziny pierwiosnkowatych (Primulaceae). Występuje naturalnie w Meksyku, Gwatemali, Hondurasie, Nikaragui oraz Kostaryce. 

## Morfologia
PokrójZimozielone drzewo dorastające do 2–40 m wysokości.
LiścieBlaszka liściowa ma kształt od eliptycznego lub lancetowatego do odwrotnie jajowatego. Mierzy 6–25 cm długości oraz 2,5–9 cm szerokości, jest całobrzega, ma ostrokątną nasadę i spiczasty wierzchołek. Ogonek liściowy jest nagi i ma 10–40 mm długości.
KwiatyZebrane w wiechach o długości 6–30 cm, wyrastają na szczytach pędów. Mają działki kielicha o trójkątnym kształcie i dorastające do 1 mm długości. Płatki są równowąsko lancetowate i mają 4–6 mm długości.
OwocPestkowce mierzące 4-10 mm średnicy, o niemal kulistym kształcie.

## Biologia i ekologia
Rośnie w lasach, na wysokości do 1600 m n.p.m.